# Partia Socjaldemokratyczna (Benin)
Partia Socjaldemokratyczna (fr. Parti Social-Démocrate) – partia polityczna w Beninie.
PSD została założona w 1990 roku. Wystartowała wspólnie z Narodową Unią na rzecz Solidarności i Rozwoju (UNSP) w wyborach parlamentarnych w lutym 1991 roku, zdobywając 9,8% głosów i osiem z 64 miejsc w Zgromadzeniu Narodowym.
Pierwszy kongres zwyczajny PSD rozpoczął się 29 stycznia 2000 roku; był to pierwszy zjazd partii od dziesięciu lat. W kongresie wzięło udział 700 delegatów, a 19 członków zostało wybranych jako komitet wykonawczy. Bruno Аmoussou został wybrany prezesem partii, podczas gdy Felix Adimi został wybrany wiceprezesem, a Emmanuel Golou został wybrany na stanowisko sekretarza generalnego.
Аmoussou był kandydatem na prezydenta podczas wyborów prezydenckich w 2001 roku. Zdobył 8,6% głosów wyborców w pierwszej turze, która odbyła się 4 marca 2001 roku, co dało mu czwarte miejsce. Kandydaci, którzy zdobyli drugie i trzecie miejsce porozumieli się i zdecydowali zbojkotować drugą turę, pozwalając Amoussou zmierzyć się z prezydentem Mathieu Kérékou w drugiej turze, która odbyła się 18 marca. Szef PSD otrzymał 16,4% głosów. W wyborach parlamentarnych, które odbyły się 30 marca 2003 roku, partia była członkiem Ruchu Prezydenckiego, sojuszników Mathieu Kérékou. Wewnątrz tego ruchu, wspólnie powołano Unię dla Przyszłości Beninu, która zdobyła 31 z 83 miejsc.
W wyborach prezydenckich, które odbyły się 5 marca 2006 roku, Amoussou zebrał 16,29% głosów.
W wyborach parlamentarnych w 2007 roku, PSD dołączyło do Sojuszu na rzecz Dynamicznej Demokracji, który zdobył w sumie 20 miejsc w parlamencie.
Na drugim zwyczajnym kongresie PSD w połowie 2009 roku, Amoussou został ponownie wybrany na szefa partii. Zrezygnował ze stanowiska 22 stycznia 2012 roku.
PSD jest pełnoprawnym członkiem Socjalistycznej Międzynarodówki.